# Пінеалобластома
Пінеалобластома — злоякісна пухлина центральної нервової системи, що походить з клітин шишкоподібного тіла. Пінеалобластома переважно діагностується у дітей.
Серед всіх пухлин шишкоподібного тіла пінеалобластоми становлять 25-50%.
Пінеалобластома є нейроектодермальною пухлиною шишкоподібного тіла, характеризується агресивною біологічною поведінкою, що проявляється частим локорегіонарним метастазуванням (10-40 % випадків).

## Клінічні особливості
Пацієнти з пінеалобластомою часто мають скарги на тривалі епізоди головного болю, нудоти або блювання, втрату свідомості. Ці симптоми обумовлені підвищеним внутрішньочерепним тиском через стиснення пінеалобластомою мозкового акведука (лат. aqueductus cerebri, PNA; aquaeductus cerebri (Sylvii), BNA; aquaeductus mesencephali, JNA).

## Патогістологічні особливості
Пінеалобластома характеризується високим багатоклітинністю (гіперцелюлярність), високим співвідношенням ядер до цитоплазми, та високою частотою мітозів (20-40 % клітин). При імуногістохімічному дослідженні високий рівень експерсії демонструють протеїни (застосовуються як онкомракери пухлини): синаптофізин, нейронспецифічна енолаза, гліальний фібрилярний кислий протеїн (англ. glial fibrillary acidic protein), хромогранін А, нейрофіламенти.

## Генетичні особливості
За даними досліджень часто дерегуляцію демонструють гени: UBEC2, SOX4, TERT, TEP1, PRAME, CD24, POU4F2, HOXD13.

## Лікування
Видалення пінеалобластоми хірургічним шляхом, ад'ювантне опромінення, ад'ювантна хімієтерапія.